# 2MASS J20490993-4012062
2MASS J20490993-4012062 is een zwakke rode dwerg met spectraalklasse M4.5Ve op ongeveer 31,02 lichtjaar van de zon. De ster in het sterrenbeeld Microscoop heeft een schijnbare magnitude van  13,5.